# Svjetionik Hridi Grebeni
Svjetionik Hridi Grebeni je svjetionik na vrhu najveće hridi u skupini hridi Grebeni, na istočnoj strani ulaza Velika vrata, zapadno od luke Dubrovnik.

## Vanjske poveznice
|  | Zajednički poslužitelj ima još gradiva o temi Svjetionik Hridi Grebeni |